# Mladen Markač

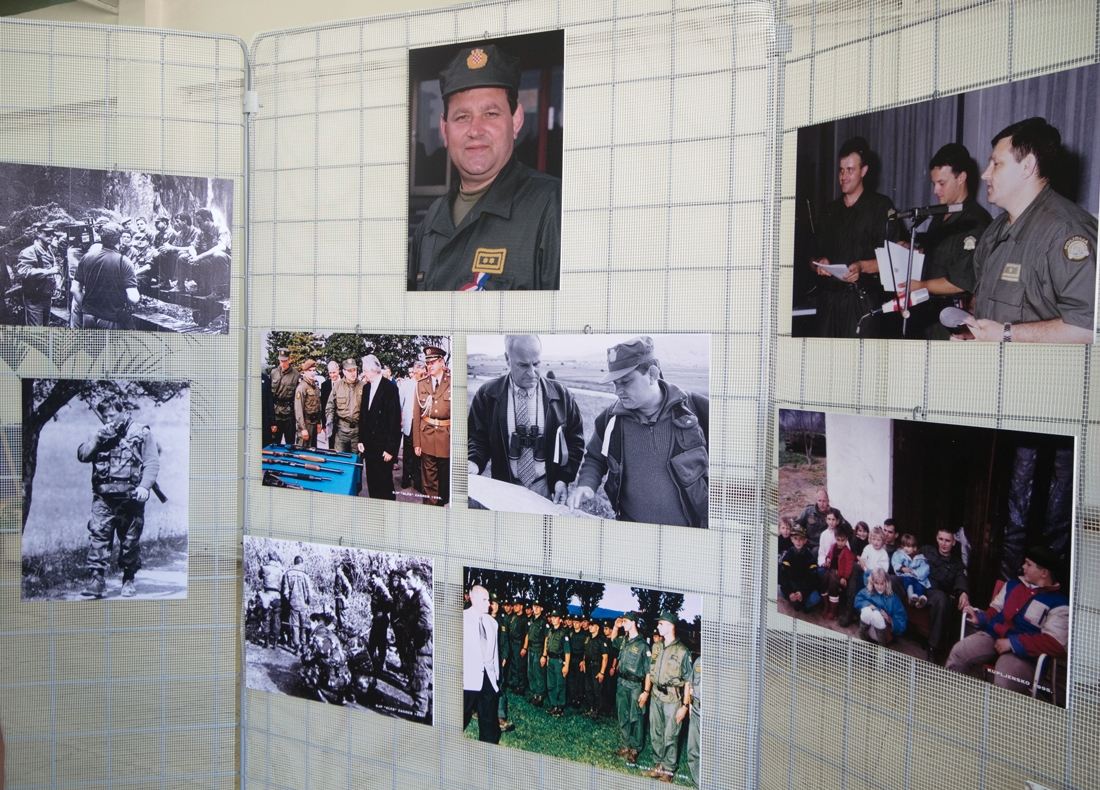
Markač képei 2011-ben a zágrábi Rendőrakadémián rendezett kiállításon

Mladen Markač (Szentgyörgyvár, 1955. május 8.) horvát nyugállományú tábornok. A horvát függetlenségi háború alatt (1991–1995) a Vihar hadművelet során a horvát különleges belügyi erők parancsnoka volt, majd vezérezredesi rangot viselt.  Később a volt Jugoszláviával foglalkozó Nemzetközi Törvényszék (ICTY) feljelentést tett ellene a horvát csapatok által a horvátországi szerbek ellen a Vihar hadművelet során elkövetett háborús bűnök miatt. 2011 áprilisában az ICTY bűnösnek találta, és 18 évre ítélte. 2012. november 16-án az ICTY fellebbviteli testülete minden vádpontban hatályon kívül helyezte elítélését, és azonnal szabadlábra helyezték. Horvátországban hősként fogadták.

## Élete
Mladen Markač 1955-ben született Szentgyörgyváron, amely akkor a Jugoszláv Szocialista Szövetségi Köztársaság része volt. 1981-ben diplomázott a Zágrábi Egyetem Kineziológiai Karán, majd 1982-ben teljesítette a kötelező katonai szolgálatot. Ezután csatlakozott a jugoszláv rendőrséghez. 1990-ben Markač és mások a horvát belügyminisztériumon belül különleges feladatokat ellátó rendőri egységet hoztak létre. 1990 végén az egység neve Lučko Terrorellenes Egység lett, melynek Markač lett a parancsnokhelyettese. 1991-ben őt nevezték ki az egység élére. 1992-ben vezérezredesi rangot kapott.
1994. február 18-án Mladen Markačot kinevezték a Horvát Köztársaság Belügyminisztériuma Különleges Rendőrségének parancsnokává, amely átfogó felhatalmazást és felelősséget jelentett a különleges rendőrség működésére nézve. Ezenkívül a különleges rendőrségért felelős belügyminiszter-helyettes is volt. A Különleges Rendőrség parancsnokaként Markač ellenőrizte annak minden olyan tagját, aki részt vett a Vihar hadműveletben és a kapcsolódó műveletekben. Ide tartoztak a Lučko Terrorelhárítási Egység, a Különleges Rendőrség logisztikai osztálya, a Belügyminisztérium kommunikációs egysége, valamint Horvátország különböző kerületi rendőrkapitányságainak különleges rendőri egységei. Parancsolhatott beosztottainak, és lehetősége volt arra, hogy a felügyelete alá tartozó személyeket megakadályozza bűncselekmények elkövetésében, és beosztottjait az általuk elkövetett bűncselekményekért megbüntesse. Arra is lehetősége volt, hogy fegyelmi intézkedéseket javasoljon a horvát hadsereg azon tagjaival szemben, akik a hadművelet során a parancsnokságának voltak alárendelve.

## Hágai pere
A volt Jugoszláviával foglalkozó hágai Nemzetközi Törvényszék (ICTY) vádat emelt ellene a szerb lakosság Krajinából való végleges kitelepítését célzó bűnszervezet működtetése és emberiesség elleni bűncselekmények vádjával. 2004 márciusában Markač önként feladta magát, és átszállították az ICTY hágai székhelyére. 2011. április 15-én az ICTY bűnösnek találta Mladen Markačot, és háborús bűnökért, beleértve a gyilkosságot, az üldözést és a rablást, 18 év börtönbüntetésre ítélte.
A fellebbviteli testület azonban három a kettővel szembeni többségi szavazattal 2012. november 16-án ártatlannak nyilvánította. A korábbi ítélet Markačnál 18, Ante Gotovinánál 24 év börtönbüntetés volt. Mindkettejüket azzal vádolták, hogy részt vettek egy bűnszervezetben, de a tanácsvezető bíró, Meron arra a következtetésre jutott, hogy nem volt ilyen összeesküvés.
Előző este gyertyafényes virrasztást tartottak Horvátország-szerte, így a római katolikus templomoknál is, míg a zágrábi Jelačić bán téren egy óriási képernyőn 9:00-kor több ezer embert vártak élőben. A háborús veteránok egyesületének vezetője, Josip Klemm azt mondta: „Támogatni akarjuk tábornokainkat, és velük együtt várjuk az ítéletet.” Vlado Košić római katolikus püspök felszólította nyáját, hogy „emelje fel szavát a tábornokok és Horvátország elleni igazságtalanság ellen”, és imádkozzon „tisztességes ítéletért”. A zágrábi Mirogoj temetőből a zágrábi székesegyházhoz vonult sok veterán, akik egyenruhát viseltek, és egységeik címerét vagy Horvátország zászlaját viselték. A veteránok egyesületének másik vezetője, Ilija Vucemilovic így nyilatkozott: „Egyértelműnek kell lennie, hogy kik voltak az áldozatok, és honnan jöttek azok, akik gyilkoltak, pusztítottak és nemi erőszakot tettek. Ez nem a tábornokaink, hanem mindannyiunk, a gyermekeink és a jövőnk elleni ítélet volt.”

## A per után
Szabadulása után a horvát kormány gépet küldött Markačért és Gotovináért, majd Ante Kotromanović védelmi miniszter és Predrag Matić veteránügyi miniszter köszöntötte őket. Amikor Gotovina és Markač Zágrábba érkezett, horvát vezető tisztviselők, köztük a miniszterelnök fogadták őket. Körülbelül 100 000 ember ujjongott, amikor megérkeztek a fővárosi Jelačić bán térre. Markač beszédében így szólt a tömeghez: „A hazát mindig a szívemben hordtam, a haza pedig ti vagytok.”  A beszédet követően a téren körbehordozták a tábornokokat, majd Josip Bozanić bíboros köszöntötte őket, a székesegyházban pedig az esemény alkalmából szentmisét tartottak. A szentmise után Markačot és Gotovinát a köztársasági elnök fogadta az elnöki palotában.
Markač felmentése nemzetközi reakciókat váltott ki. Zoran Milanović horvát miniszterelnök kijelentette, hogy Markač és Gotovina szabadon bocsátása egész Horvátország számára fontos, és megköszönte nekik, hogy „annyi mindent elviseltek Horvátországért”. Az elnök, Ivo Josipović elmondta, hogy Markač és Gotovina nyolc évet töltött börtönben ártatlanul, és megköszönte Horvátországért tett áldozatukat.
December 2-án Markačot és Gotovinát Eszék díszpolgáraivá avatták. December 5-én a Matica hrvatskában a horvát szabadságharcról tartott előadásán Markač bejelentette, hogy a humanitárius munkának és a háborúval kapcsolatos igazság terjesztésének szenteli magát.

## Nemzetközi reakciók
A szerbiai média „botrányosnak” minősítette Markač és Gotovina szabadon bocsátását. Szerbia kormánya felháborodásának adott hangot a bíróság döntése miatt. Veselin Sljivančanin, a Jugoszláv Néphadsereg egykori tisztje, akit a vukovári csata során elkövetett háborús bűnökért elítéltek, azonban gratulált mindkét tábornoknak a szabadulásukhoz, és a politikusokat, név szerint Franjo Tuđman elnököt okolta a Vihar hadművelet során elkövetett háborús bűnökért.
Bosznia-Hercegovinában vegyesek voltak a reakciók. A Bosznia-Hercegovinai Szövetség elnöke, Živko Budimir gratulált Gotovinának és Markačnak az „újabb győzelmükhöz”, és „tisztelt elvtársaknak, kedves barátaimnak, hőseinknek” nevezte őket. A bosznia-hercegovinai horvátok egyik jelentős pártjának, a Boszniai és Hercegovinai Horvát Demokratikus Szövetség elnöke, Dragan Čović azt mondta, hogy nagyon örül Gotovina és Markac szabadon bocsátásának.
Milorad Dodik, a Boszniai Szerb Köztársaság elnöke kijelentette, hogy a politika nagy szerepet játszott az ICTY döntésében, és hozzátette, hogy „ez minden áldozat, minden szerb számára megalázó döntés”. Rhodri C. Williams emberi jogi tanácsadó kijelentette: „A Gotovina-ítéletet Horvátország jól dokumentált bűneinek feloldásaként kezelni nyilvánvalóan abszurd, és csak bonyolítja az utat a régen esedékes, a múlttal való leszámoláshoz. Végül Horvátország csak legitimálja saját narratíváját az áldozati helyzetről azáltal, hogy elismeri az áldozatok narratíváját.

## Fordítás
Ez a szócikk részben vagy egészben  a   Mladen Markač című angol Wikipédia-szócikk ezen változatának fordításán alapul.  Az eredeti cikk szerkesztőit annak laptörténete sorolja fel. Ez a jelzés csupán a megfogalmazás eredetét és a szerzői jogokat jelzi, nem szolgál a cikkben szereplő információk forrásmegjelöléseként.